# Пальяно
Пальяно (итал. Paliano) — коммуна в Италии, располагается в регионе Лацио, подчиняется административному центру Фрозиноне.
Население составляет 7826 человек (на 2004 г.), плотность населения составляет 106 чел./км². Занимает площадь 70 км². Почтовый индекс — 03018. Телефонный код — 0775.
Покровителем коммуны почитается святой апостол Андрей. Праздник ежегодно празднуется 30 ноября.